# Tijucas
Tijucas este un oraș în Santa Catarina (SC), Brazilia.